# Agelas oroides
Agelas oroides är en svampdjursart som först beskrevs av Schmidt 1864.  Agelas oroides ingår i släktet Agelas och familjen Agelasidae. Inga underarter finns listade i Catalogue of Life.

## Bildgalleri

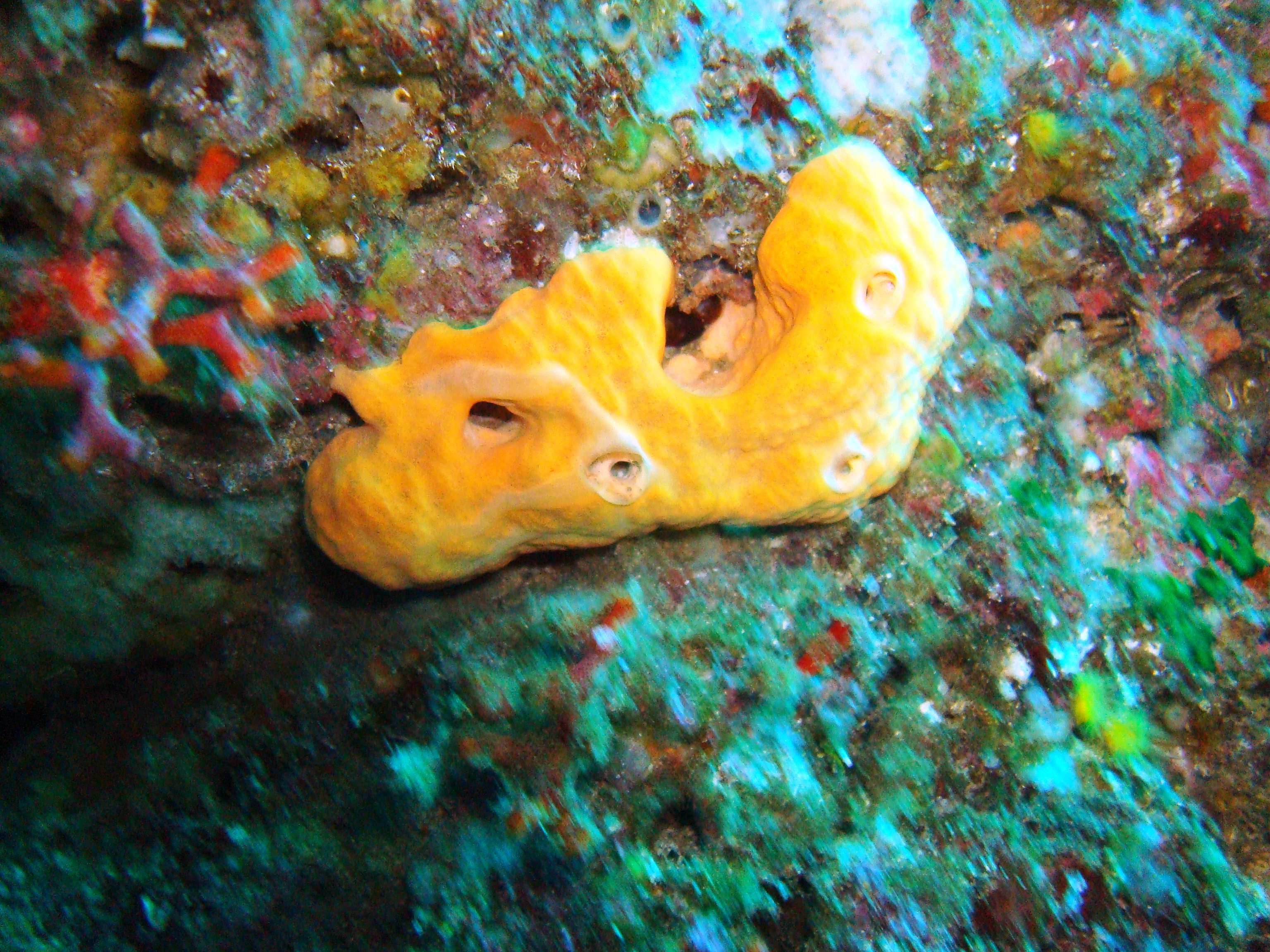
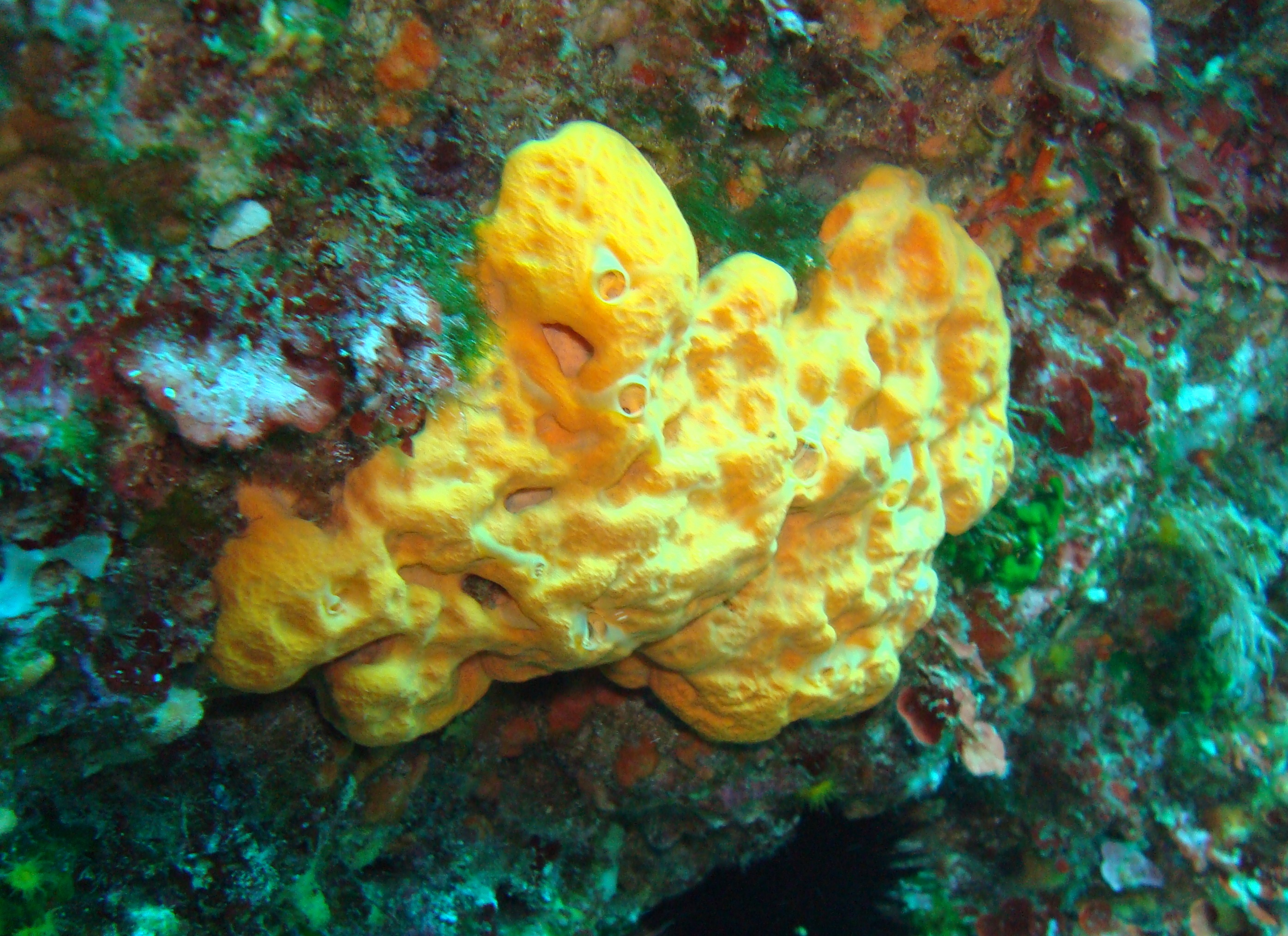